# 오현주 (기자)
오현주(1987년 2월 23일 ~ )은 TV조선의 기자이다.

## 학력
- 성균관대학교 생명공학과

## 경력
- 2009년: OBS 기상캐스터
- 2010년: KBS N 스포츠 아나운서
- 2011년: TV조선 문화스포츠부 기자
- TV조선 경제부 기자
- TV조선 경제산업부 기자
- TV조선 산업부 기자
- TV조선 정치부 기자
- TV조선 시사보도부 기자
- 2023년 5월 ~ : 월드비전 홍보대사
- TV조선 산업부 기자
- TV조선 산업부 차장대우

## 진행
- 아이 러브 베이스볼 (2011년 4월 2일 ~ 2011년 10월 30일)
- 팝&스포츠
- TV조선 스포츠 뉴스
- 골프19
- 3488 오늘! (2015년 3월 23일 ~ 2015년 5월 29일)
- TV조선 뉴스쇼 판 (평일, 2015년 5월 4일 ~ 2016년 10월 28일)
- TV조선 뉴스 판 (평일, 2017년 3월 6일 ~ 2017년 6월 30일)
- TV조선 뉴스 9 (2017년 7월 3일 ~ 2019년 5월 10일)
- TV조선 뉴스 7 (2019년 9월 21일 ~ 2024년 10월 20일)